# Sončeva pega
pega je začasno območje na Sončevi površini (fotosferi), kjer je temperatura nižja od okolice in močnejša magnetna dejavnost, ki zavira konvekcijo in tvori področja z nižjo temperaturo. Običajno nastopajo v parih, kjer ima vsaka posamezna pega nasprotni magnetni pol od druge.
Večjo pego lahko sestavlja temni osrednji del oziroma umbra (senca), ki jo obdaja svetlejša penumbra ali polsenca. Temperatura sence je približno 4500 °C, polsence pa 5000 °C. Čeprav so pege zelo svetle, izgledajo kot temne lise glede na okoliško snov z efektivno površinsko temperaturo 5778 K. Če bi se jih opazovalo neodvisno od okoliške fotosfere, bi bile svetlejše od električnega obloka. Pege se vidijo največkrat v skupinah, najprej so zelo majhne, počasi pa se raztegnejo po Sončevi dolžini. Največjo velikost dosežejo po 14-ih dneh, na koncu ostane velikokrat le vodilna, največja pega vse ostale pa izginejo. Pozno v letu 2007 je bil minimum Sončeve dejavnosti (Sončev cikel). Prve pege novega cikla so opazili 4. januarja 2008. Sončeve pege so povezane z močnim magnetnim delovanjem, kot so koronske zanke (prominence) ali ponovne spojitve magnetnih silnic.
Večina Sončevih bliščev in koronarnih izbruhov mase izvira v magnetno dejavnih področjih okrog skupin peg. Podobni pojav na drugih zvezdah se imenuje zvezdna pega, kjer so tudi opazovali svetla (toplejša) in temna (hladnejša) mesta. Periodične spremembe v svetlosti so najprej opazili pri rdečih pritlikavkah in leta 1947 je G. E. Kron predlagal, da so temu vzrok pege.